# Pappia
Pappia is een geslacht van schimmels behorend tot de familie Meruliaceae. De typesoort is Pappia fissilis.

## Soorten
Volgens Index Fungorum telt het geslacht twee soorten (peildatum oktober 2023):
| Soortnaam                           | Auteur(s)                    | Publicatiejaar |
| ----------------------------------- | ---------------------------- | -------------- |
| Pappia fissilis (Appelboomkaaszwam) | (Berk. & M.A. Curtis) Zmitr. | 2018           |
| Pappia longitubus                   | (Lespiault) Maffert          | 2019           |